# 518
518（五百十八、五一八、ごひゃくじゅうはち）は自然数、また整数において、517の次で519の前の数である。

## 性質
- 518は合成数であり、約数は 1, 2, 7, 14, 37, 74, 259, 518 である。
  - 約数の和は912。
- 63番目の楔数である。1つ前は506、次は530。
- 136番目のハーシャッド数である。1つ前は516、次は522。
  - 14を基とする3番目のハーシャッド数である。1つ前は392、次は644。
  - 楔数がハーシャッド数になる20番目の数である。1つ前は506、次は555。
- 約数の和が518になる数は1個ある。(292) 約数の和1個で表せる101番目の数である。1つ前は512、次は524。
- 各位の和が14になる37番目の数である。1つ前は509、次は527。
- 518 = 51 + 12 + 83 。この形の１つ前は175、次は598。(オンライン整数列大辞典の数列 A032799)
- 518 = 22 + 152 + 172 = 32 + 52 + 222 = 52 + 132 + 182 = 62 + 112 + 192
  - 3つの平方数の和4通りで表せる55番目の数である。1つ前は516、次は536。(オンライン整数列大辞典の数列 A025324)
  - 異なる3つの平方数の和4通りで表せる39番目の数である。1つ前は510、次は534。(オンライン整数列大辞典の数列 A025342)
- 518 = 25 + 35 + 35
- 518 = 2 × (60 + 61 + 62 + 63) = 2222(6)
  - 六進法で2が4つ並ぶゾロ目である。1つ前の1111(6)は259(10)、次の3333(6)は777(10)。(オンライン整数列大辞典の数列 A048331)
  - 六進法で2が n 個並ぶ数とみたとき1つ前の222(6)は86(10)、次の22222(6)は3110(10)。

## その他 518 に関連すること
- 西暦518年
- 紀元前518年
- 5.18記念公園 - 韓国、光州広域市西区にある公園。